# Arcas (Macedo de Cavaleiros)
Arcas é uma povoação portuguesa sede da Freguesia de Arcas do Município de Macedo de Cavaleiros, freguesia com 23,12 km² de área e 215 habitantes (censo de 2021), tendo, por isso, uma densidade populacional de 9,3 hab./km².
A festa em honra do Santo Estêvão realiza-se no dia 26 de dezembro, quando um grupo de caretos sai à rua para celebrar o culto ao pão e à fertilidade. Também integra esta tradição a construção do “Charolo”, uma espécie de andor enfeitado com largas dezenas de roscas de pão.

## Demografia
Nota: No ano de 1890 tinha anexada a freguesia de Vilarinho do Monte (decreto de 11/12/1884)-
A população registada nos censos foi:
| Distribuição da População por Grupos Etários | Distribuição da População por Grupos Etários | Distribuição da População por Grupos Etários | Distribuição da População por Grupos Etários | Distribuição da População por Grupos Etários |
| -------------------------------------------- | -------------------------------------------- | -------------------------------------------- | -------------------------------------------- | -------------------------------------------- |
| Ano                                          | 0-14 Anos                                    | 15-24 Anos                                   | 25-64 Anos                                   | > 65 Anos                                    |
| 2001                                         | 55                                           | 65                                           | 181                                          | 88                                           |
| 2011                                         | 13                                           | 26                                           | 128                                          | 95                                           |
| 2021                                         | 16                                           | 7                                            | 95                                           | 97                                           |

## Património
- Pelourinho de Nozelos - Imóvel de interesse público
- Solar das Arcas - Imóvel de interesse público